# Elezioni parlamentari in Nepal del 2013
Le elezioni parlamentari in Nepal del 2013 si tennero il 19 novembre per l'elezione della Seconda assemblea costituente, legislatura di transizione incaricata di redigere un nuovo progetto di Costituzione in seguito al fallimento della precedente assemblea.

## Risultati
| Liste                                                      | Voti      | %     | Seggi |
| ---------------------------------------------------------- | --------- | ----- | ----- |
| Partito del Congresso Nepalese                             | 2 418 370 | 25,55 | 196   |
| Partito Comunista del Nepal (marxista-leninista unificato) | 2 239 609 | 23,66 | 175   |
| Partito Comunista Unificato del Nepal (maoista)            | 1 439 726 | 15,21 | 80    |
| Partito Democratico Nazionale del Nepal                    | 630 697   | 6,66  | 24    |
| Forum dei Diritti del Popolo Madhesi (Democratico)         | 274 987   | 2,91  | 14    |
| Partito Democratico Nazionale                              | 260 234   | 2,75  | 13    |
| Forum dei Diritti del Popolo Madhesi                       | 214 319   | 2,26  | 10    |
| Partito Democratico di Tarai-Madhesh                       | 181 140   | 1,91  | 11    |
| Partito della Buona Volontà                                | 133 271   | 1,41  | 6     |
| Partito Comunista del Nepal (Marxista-Leninista)           | 130 300   | 1,38  | 5     |
| Partito Socialista Federale                                | 121 274   | 1,28  | 3     |
| Fronte Popolare Nazionale                                  | 92 387    | 0,98  | 3     |
| Partito Comunista del Nepal (unito)                        | 91 997    | 0,97  | 3     |
| Partito Nazionale Samajwadi                                | 79 508    | 0,84  | 3     |
| Partito dei Lavoratori e dei Contadini Nepalese            | 66 778    | 0,71  | 4     |
| Altri <65.000 voti                                         | 1 089 265 | 11,51 | 25    |
| Totale                                                     | 9 463 862 | 100   | 575   |